# Ћелије сличне ентерохромафину
Ћелије сличне ентерохромафину или ЕЦЛ ћелије су тип неуроендокриних ћелија које се налазе  испод епитела у слузокожи желуца, највише, у близини паријеталних ћелија, које играју важну улогу у регулацији производње желудачне киселине путем ослобађања хистамина. Такође се сматрају и врстом ентероендокриних ћелија. ЕЦЛ ћелије ослобађају хистамин као одговор на стимулацију гастрином, хормоном који производе Г ћелије у антруму желуца. У овој интеракцији, ЕЦЛ ћелије играју централну улогу у процесу варења помажући у контроли пХ нивоа желуца.

## Историја
ЕЦЛ ћелије су први пут примећене средином 1870-их, као део групе ентероендокриних ћелија (ЕЕЋ). Име им је изведено из њихове локације у цревном систему и боји налик хромафину у хистолошким пресецима, који карактерише бојење сребром.
Групна номенклатура ЕЕЋ која усвојена је у Висбадену 1969. године  заснована је на њеном електронском микроскопском изгледу. 

## Функција
ЕЦЛ ћелије синтетишу и луче хистамин, након што су стимулисане хормонима гастрином и пептидом који активира аденилил циклаза хипофизе. Г ћелије су стимулисане вагалном стимулацијом преко неуротрансмитера пептида који ослобађа гастрин; ово узрокује да Г ћелије луче гастрин, који заузврат стимулише ЕЦЛ ћелије да ослобађају хистамин. Треба имати у виду  да овај круг није активирано ацетилхолином (АЦх), што је од посебног значаја јер примена атропина неће блокирати вагалну стимулацију Г ћелија, пошто АЦх није неуротрансмитер за ове ћелије.
Међутим, ЕЦЛ ћелије се активирају директно помоћу АЦх на М1 рецепторима из директне вагалне инервације која доводи до ослобађања хистамина. Овај пут може инхибирати атропин.
Гастрин се крвљу преноси из специфичне врсте Г ћелија у епителу желуца у ЕЦЛ ћелије. Хистамин и гастрин делују синергистички као најважнији стимулатори лучења хлороводоничне киселине из паријеталних ћелија и стимулатори секреције пепсиногена из главних ћелија. Најважнији инхибитор ЕЦЛ ћелије је соматостатин из оксинтичних Д ћелија.
Ћелије сличне ентерохромафину такође производе панкреастатин и вероватно друге пептидне хормоне и факторе раста.

## Клинички значај
Продужена стимулација ових ћелија изазива њихову хиперплазију. Ово је посебно важно код гастринома (тумора код којих постоји прекомерно лучење гастрина), јер је то један од фактора који доприносе Цолингер—Елисоновом синдрому. Некада се веровало да се тумори ЕЦЛ порекла формирају након продужене инхибиције секреције желудачне киселине, међутим нема података који би подржали овај закључак и не сматра се да инхибитори протонске пумпе доприносе настанку рака желуца.

### Стања повезана са хиперплазијом ЕЦЛ
Хиперплазија ЕЦЛ ћелија је повезана са неколико стања која утичу на производњу желудачне киселине:
Хронични атрофични гастритис
Нарочито у случајевима аутоимуног гастритиса, долази до губитака паријеталних ћелија које луче желудачну киселину што доводи до повећања нивоа гастрина, што резултује стимулацијом раста ЕЦЛ ћелија.
Цолингер—Елисонов синдром
Цолингер—Елисонов синдром укључује тумор који лучи гастрин (гастрином)  узрокује превелике нивое гастрина, што резултује пролиферације ЕЦЛ ћелија.
Продужена употреба инхибитора протонске пумпе (ППИ)
Лекови из групе инхибитора протонске пумпе смањују производњу желудачне киселине, што може довести до компензационог ослобађања гастрина и накнадне хиперплазије ЕЦЛ ћелија.
Хронична инфекција хеликобактером пилори
Продужена инфекција тела желуца хеликобактером пилори може довести до повећане производње гастрина и хиперплазије ЕЦЛ ћелија.